# 恩語
恩语（自称: aiɲ53；也被称为Nùng Vên）是一种在越南使用的仡央语群语言，在1998年发现它之前，恩语被认为是侬语的一种方言，侬语是一种和壮语密切相关的壮傣语支语言。90年代晚期越南语言学家黄万马首次识别出这不是台语，这最终引向将恩语分为单一语言的田野调查。研究者认为恩语是一种布央语。
恩语使用者主要生活在越南北部和广西壮族自治区靖西市接壤的边境地区。1998年恩语使用者在距离高平省河广县内村社以东12公里被发现。

## 音系
恩语有6个声调： / ˥˦, ˨˦˧, ˧˧˨, ˧, ˨˩˨, ˧˨ / (/54, 243, 332, 33, 212, 32/)。

## 更多
- Diller, Anthony, Jerold A. Edmondson, and Yongxian Luo ed. The Tai–Kadai Languages. Routledge Language Family Series. Psychology Press, 2008.